# Saint-Victor-de-Chrétienville
Saint-Victor-de-Chrétienville är en kommun i departementet Eure i regionen Normandie i norra Frankrike. Kommunen ligger i kantonen Bernay-Ouest som tillhör arrondissementet Bernay. År 2022 hade Saint-Victor-de-Chrétienville 439 invånare.

## Befolkningsutveckling
Antalet invånare i kommunen Saint-Victor-de-Chrétienville
Referens:INSEE